# 금만초등학교 (경남)
금만초등학교는 대한민국 경상남도 산청군 단성면 옥단로 2004 (창촌리)에 있었던 초등학교이다.

## 연혁
- 1934년 6월 10일 단성공립보통학교 부설 창촌간이학교 개교(설립인가 3월 31일)
- 1944년 5월 5일 단성공립국민학교 창촌분교장 인가
- 1947년 9월 1일 금만공립국민학교 인가(5학급)
- 1990년 3월 1일 백곡분교장 편입
- 1993년 9월 1일 병설유치원 인가
- 1996년 3월 1일 금만초등학교로 개칭
- 1997년 10월 17일 부산 명동초등학교와 자매결연
- 1998년 2월 19일 제49회 졸업식(총 1822명)
- 1998년 3월 1일 단성초등학교로 통폐합